# جی هیرون
جی هیرون (انگلیسی: Jay Hieron؛ زادهٔ ۲۹ ژوئیهٔ ۱۹۷۶) ورزشکار هنرهای رزمی ترکیبی و کشتی‌گیر اهل ایالات متحده آمریکا است. وی بین سال‌های ۲۰۰۳ تا ۲۰۱۴ میلادی فعالیت می‌کرد.